# Biéha (Burkina Faso)
Pour les articles homonymes, voir Biéha.
Cet article concerne le village chef-lieu. Pour le département et la commune rurale, voir Biéha (département).
Biéha est un village du département et la commune rurale de Biéha, dont il est le chef-lieu, situé dans la province de la Sissili et la région du Centre-Ouest au Burkina Faso.

## Géographie

### Démographie
- En 2003, le village comptait 2 193 habitants estimés[2].
- En 2006, le village comptait 2 671 habitants recensés[1].

## Santé et éducation
Le village accueille un centre de santé et de promotion sociale (CSPS).